# Loricaria clavipinna
Loricaria clavipinna är en fiskart som beskrevs av Fowler, 1940. Loricaria clavipinna ingår i släktet Loricaria och familjen Loricariidae. Inga underarter finns listade i Catalogue of Life.